# 辛普森 (堪薩斯州)
辛普森（英語：Simpson）是一個位於美國堪薩斯州克勞德縣和米切爾縣的城市。

## 地方資料
根據2020年美國人口普查的數據，辛普森的面積為0.67平方千米，當中陸地面積為0.67平方千米，而水域面積為0.00平方千米。當地共有人口82人，而人口密度為每平方千米122.39人。